# 김보경 (1976년)
김보경(1976년 4월 3일 ~ 2021년 2월 2일)은 대한민국의 배우였다.

## 생애
부산직할시에서 태어나 부산진초등학교, 부산진여자중학교, 부산진여자고등학교를 거쳐 서울예술전문대학 연극과를 졸업했다. 1995년에 광고모델로 연예인 경력을 시작했으며, 같은 해에 KBS 1TV의 청소년드라마 《신세대 보고 - 어른들은 몰라요》를 통해 배우 생활을 시작했다. 1998년에 정지영이 감독한 영화 《까》에 조연인 유리 역으로 출연하며 영화 배우 경력을 시작했다.
2001년에 곽경택이 감독을 맡은 《친구》에 진숙 역으로 출연하면서 인기를 얻었다. 인기에 힘입어 KBS 2TV의 음악 프로그램인 《뮤직뱅크》에 이휘재와 진행자를 맡았다.
2010년에 간암 판정을 받았으나 배우 활동을 지속했다. MBC의 아침드라마 《사랑했나봐》에서 주요 악역이자 주연인 최선정 역으로 출연했으며, 이 작품 이후 활동을 중단하고 항암 치료에 전념했으나, 2021년 2월 2일 투병 끝에 사망했다.

## 학력
- 연미초등학교 (졸업)
- 부산진여자중학교 (졸업)
- 부산진여자고등학교 (졸업)
- 서울예술전문대학 연극과 전문학사 (졸업)

## 출연작

### 드라마, 시트콤
- 1995년 KBS1 청소년드라마 《신세대 보고 어른들은 몰라요》
- 1996년 MBC 청춘시트콤 《남자 셋 여자 셋》
- 1997년 KBS2 미니시리즈 《스타》
- 1997년 KBS2 주말연속극 《웨딩드레스》
- 1998년 KBS2 미니시리즈 《킬리만자로의 표범》
- 1999년 KBS2 미니시리즈 《초대》
- 1999년 SBS 추석특집극 《황제의 식탁》
- 2000년 KBS2 단막극 《KBS 드라마시티 - 동시상영》 ... 기영 역
- 2001년 KBS2 청소년드라마 《학교 4》 ... 김유리 역
- 2003년 MBC 단막극 《MBC 베스트극장 - 꽃》 ... 노유경 역
- 2003년 MBC 단막극 《한뼘드라마 - 기쁜 우리 젊은 날》
- 2004년 MBC 단막극 《MBC 베스트극장 - 통근열차 러브》 ... 인애 역
- 2004년 KBS2 단막극 《KBS 드라마시티 - Dr. 러브》 ... 닥터러브 역
- 2004년 KBS2 단막극 《KBS 드라마시티 - 여우야 여우야》 ... 김지아 역
- 2005년 KBS2 단막극 《KBS 드라마시티 - 두 번째 첫사랑》 ... 인주 역
- 2005년 DMB CH블루드라마 《포켓드라마 전사》 ... 규연 역
- 2006년 MBC 단막극 《MBC 베스트극장 - 잘 지내나요, 청춘》 ... 보리 역
- 2007년 OCN 월화미니시리즈 《천일야화》 ... 타라 역
- 2007년 MBC 특별기획 주말드라마 《하얀거탑》 ... 강희재 역
- 2007년 MBC 주말연속극 《깍두기》 ... 서지해 역
- 2008년 MBC 수목미니시리즈 《스포트라이트》 ... 이주희 역
- 2010년 KBS2 단막극 《KBS 드라마 스페셜 - 오페라가 끝나면》 ... 춘희 역
- 2012년 KBS2 단막극 《KBS 드라마 스페셜 연작 시리즈 - 아모레미오》 ... 한수영 역
- 2012년 MBC 아침드라마 《사랑했나봐》 ... 최선정 역
- 2015년 KBS2 월화드라마 《블러드》 ... 최우식 아내 역

### 영화
- 1998년 《까》 ... 유리 역
- 2001년 《친구》 ... 진숙 역
- 2002년 《아 유 레디?》 ... 단주희 역
- 2003년 《청풍명월》 ... 시영 역
- 2004년 《어린 신부》 ... 지수 역
- 2006년 《창공으로》 ... 이청아 역
- 2007년 《여름이 가기 전에》 ... 소연 역
- 2007년 《기담》 ... 김인영 역
- 2007년 《은하해방전선》 ... 김미경 역
- 2009년 《파주》 ... 정자영 역
- 2009년 《결혼식 후에》 ... 한성주 역
- 2011년 《북촌방향》 ... 경진/예전 역
- 2012년 《무서운 이야기 - 해와 달》 ... 선이엄마 역(우정출연)
- 2014년 《끝까지 간다》 ... 전처 역

### 방송
- 2001년 KBS2 《뮤직뱅크》

### 광고
- 2002년 hy 실프 (1차 텔레비전 광고: 단독 출연, 2차 텔레비전 광고: 윤혜경과 함께 출연)

## 수상
- 2007년 3회 평택 피어선 영화제 여자 우수상